# Ljunglundmätare
Ljunglundmätare, Chlorissa viridata, är en fjäril som tillhör familjen mätare. 

## Utseende
Ljunglundmätarens vingspann varierar mellan 19 och 27 millimeter. Hanen och honan är lika varandra. Vingarnas ovansida är blekgrön med två smala vita band tvärs över framvingen och ett sådant band tvärs över bakvingen. Larven är smal och ljusgrön med gulgröna längsgående linjer.

## Levnadssätt
Denna fjäril, liksom alla andra fjärilar, genomgår under sitt liv fyra olika stadier; ägg, larv, puppa och fullvuxen (imago). En sådan förvandling kallas för fullständig metamorfos.
Värdväxter, de växter larven lever på och äter av, är bland annat ljung och olika arter i björksläktet.

## Habitat och utbredning
Ljunglundmätarens habitat, den miljö den lever i, är på myrar och hedar. Utbredningsområdet är i Europa och österut genom Asien till Korea. I Norge förekommer den i söder och i Sverige från Skåne till Gästrikland.